# Kronprins Gustaf Adolf (1782)
Kronprins Gustaf Adolf, officiellt HM Skepp Kronprins Gustaf Adolf, var ett linjeskepp i svenska Kungliga flottan. Hon var det först byggda av tio systerfartyg i Kronprins Gustaf Adolf-klassen, som hon bildade tillsammans med Fäderneslandet, Ömheten, Rättvisan, Dygden, Äran, Dristigheten, Försiktigheten, Manligheten och Tapperheten. Kronprins Gustaf Adolf byggdes på örlogsvarvet i Karlskrona efter ritningar av skeppsbyggmästare Fredrik Henrik af Chapman, och sjösattes den 6 november 1782. Skeppet förde en bestyckning av sammanlagt 60 kanoner av olika storlekar, uppställda på två batteridäck.
Kronprins Gustaf Adolf fick en kort men tämligen händelserik karriär. Fartyget ingick i en svensk flotteskader, som i inledningsskedet av Gustav III:s ryska krig 1788–1790, skickades till Finska viken, för att anfalla den ryska huvudstaden Sankt Petersburg. Den 17 juli möttes de svenska och ryska flottorna i sjöslaget vid Hogland. Kronprins Gustaf Adolf seglade då sist i den svenska slaglinjen, och spelade en betydelsefull roll vid erövrandet av det ryska linjeskeppet Vladislaff. Efter slaget avdelades skeppet tillsammans med en mindre svensk flottavdelning, att rekognosera i vattnen söder om Helsingfors. På morgonen den 6 augusti överrumplades den svenska eskadern av överlägsna ryska styrkor. Kronprins Gustav Adolf försökte undkomma, men gick på grund vid ön Gråhara strax söder om fästningen Sveaborg. Grundstötningen var så kraftigt att ett hål slets upp i kölen så att krutförrådet fylldes med vatten. Skeppet tvingades stryka flagg, varpå hela besättningen togs som krigsfångar. Därefter antände ryssarna Kronprins Gustaf Adolf, som efter ett tag exploderade och sjönk.
1995 återfanns Kronprins Gustaf Adolfs vrak på cirka 20 meter djup. Vid marinarkeologiska undersökningar utförda under ledning av Helsingfors Sjöfartsmuseum 1997–2000, påträffades en stor mängd föremål, däribland flera ankare samt ett stort antal kanoner, av vilka två stycken har bärgats och konserverats. Sedan 2000 är vrakplatsen en öppen undervattenspark för sportdykare. Besökare har möjlighet att bekanta sig med platsen genom att följa en repstig under vattnet. Utefter leden finns tavlor med information om vraket och dess historiska betydelse.

## Bakgrund
Gustav III:s oblodiga revolution den 19 mars 1772, inledde den gustavianska epoken i Sveriges historia. Den föregående frihetstiden hade på flera sätt varit en svaghetsperiod för riket, präglad av ständiga politiska strider och en utbred korruption. Under frihetstiden utövade Ryssland ett starkt politiskt inflytande över Sverige, bl.a. genom mutor till svenska riksdagsmän. På 1760-talet hade det t.o.m. diskuterats i ledande ryska kretsar att göra Sverige till en vasallstat. 

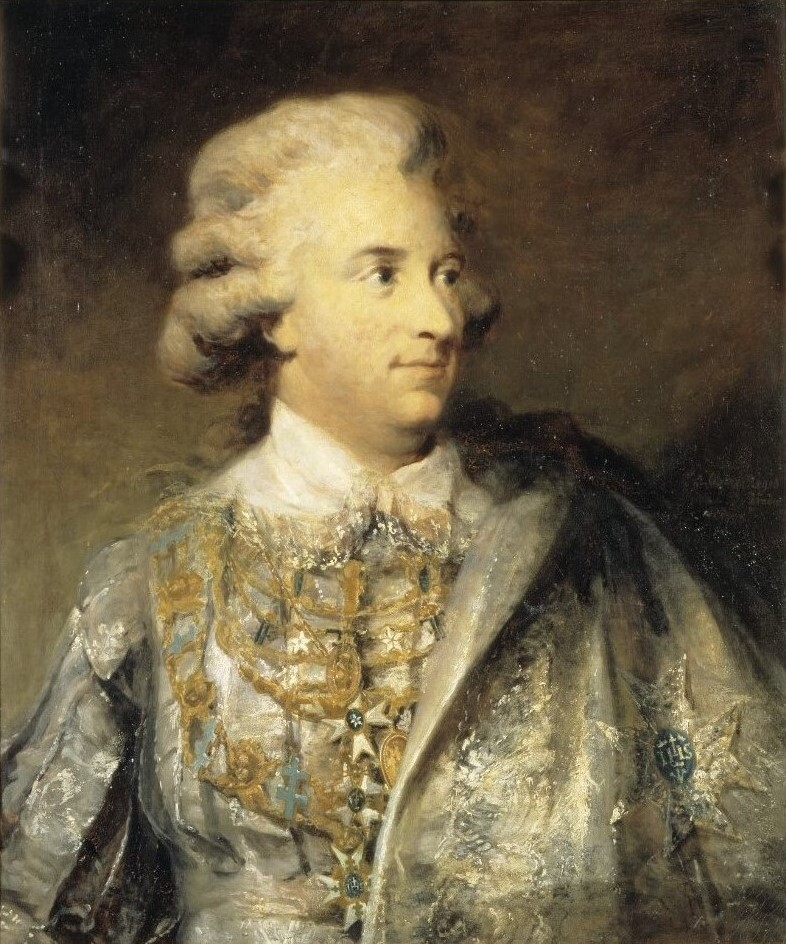
Gustav III i Svärdsordens dräkt. Porträtt av Carl Fredric von Breda. Nationalmuseum.

Det ryska inflytandet mildrades efter 1772, men Rysslands kejsarinna Katarina II hyste planer att återställa det gamla svenska statsskicket, och i förbund med Sveriges andra fiende Danmark-Norge inringade hon riket. Gustav III såg det som sin huvuduppgift som regent att trygga Sveriges oberoende, om nödvändigt med militära medel. Kungen ansåg att en militär aktion mot Danmark var att föredra framför ett krig mot det starkare Ryssland. Genom att erövra Norge hoppades han kunna bryta den dansk-ryska blockaden. Gustav III igångsatte en upprustning av det försummade försvaret för att vinna handlingsfrihet. Krigsmaktens materiel förstärktes, nya vapen anskaffades, artilleriet fick nya kanoner, fästningarna vid östgränsen bestyckades och fler soldater rekryterades och övades.
Flottan i synnerhet blev föremål för kungens intresse. Det svenska sjöförsvaret omfattade under 1700-talets senare hälft två olika beståndsdelar, den sjögående örlogsflottan, uppgjord av linjeskepp och fregatter, samt skärgårdsflottan eller arméns flotta, vars fartygsbestånd bestod av grundgående kanonslupar och kanonjollar. Vid Gustav III:s trontillträde 1771 var örlogsflottans tillstånd på flera sätt otillfredsställande. Av 31 linjeskepp och fregatter befann sig bara 11 i tjänstdugligt skick, medan återstående var i behov av mer eller mindre omfattande reparationer. Flera av fartygen var också mycket gamla och av föråldrad konstruktion. Det äldsta linjeskeppet var sjösatt 1686, den äldsta fregatten 1745 och sedan 1764 hade inga nya linjeskepp byggts.
Följande en begränsad nybyggnation av linjeskepp under 1770-talet, gav riksdagen i juni 1780 sitt godkännande till en ambitiös marin upprustningsplan, framtagen av flottornas överbefälhavare generalamiral Henrik af Trolle, i samarbete med skeppsarkitekten Fredrik Henrik af Chapman. Målet var att åstadkomma en enhetlig linjeflotta av 21 stycken 60-kanonskepp, kompletterade med 15 större och sex mindre fregatter. Upprustningen beräknades vara genomförd till 1788.

## Konstruktion
I slutet av 1700-talet utgjorde linjeskeppen stommen i de större örlogsflottorna. Namnet linjeskepp kommer av den s.k. linjetaktiken, som innebar att amiralerna grupperade sina fartyg i räta kolonner för mot akter, så att batteridäckens kanoner fritt skjutfält. Linjeskeppen hade i regel två eller tre fullständiga kanondäck med en total bestyckning på mellan cirka 50 och 120 kanoner. Generellt sett var svenska linjeskepp något mindre än exempelvis franska och brittiska, på grund av de särskilda krav på storlek och djupgående som ställdes i de relativt grunda vattnen i Östersjön.

### Skrov och rigg
Samtliga av fartygen 1780 års flottbyggnadsprogram konstruerades av Fredrik Henrik af Chapman, vilken 1781 gjordes ansvarig för skeppsbyggeriet i Karlskrona. Med Kronprins Gustaf Adolf och hennes systrar ville Chapman åstadkomma välseglande linjeskepp, besittande stor eldkraft. Fartygen utformades att vara slagkraftiga nog att utkämpa artilleridueller på slaglinje enligt traditionell praxis, samtidigt som de gjordes tillräckligt grundgående för operationer i kustnära vatten, i samverkan med skärgårdsflottans enheter.
Till sin konstruktion var Kronprins Gustaf Adolf-klassen en utveckling av Chapmans närmast föregående linjeskepp Wasa (sjösatt 1778). Skrovkonstruktionen gjordes 19 meter längre än föregångaren, samt fick ett något skarpare akterskepp, men hade i övrigt likartade dimensioner. Linjeskeppet byggdes helt av ek, och var 49,30 meter långt i vattenlinjen, 13,59 meter brett, med ett djupgående vid full lastning på 5,79 meter. Deplacementet har i runda tal uppskattats till 2 000 ton.

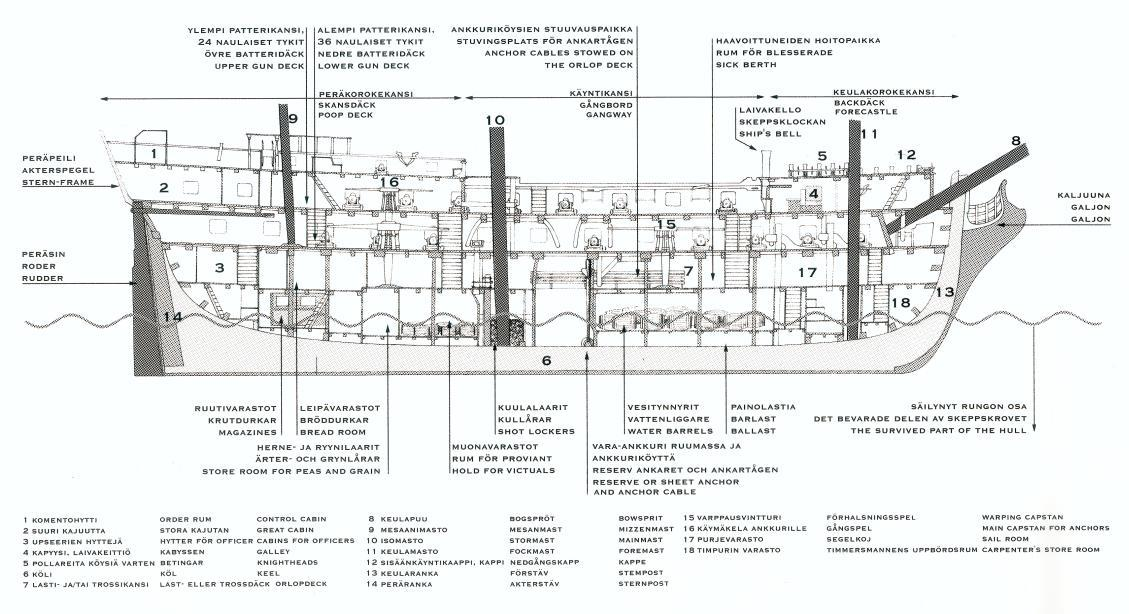
Genomskärning av Kronprins Gustaf Adolf med text på svenska, finska och engelska. Finlands sjöhistoriska museum.

Skrovet hade två fullständiga batteridäck med portar i bredsidorna för sammanlagt 52 kanoner. För att förbättra sjövärdigheten placerade Chapman det lägsta kanondäcket mycket högt upp i skrovet, så att dess portar kunde hållas öppna längre i grov sjö än på samtida utländska skepp. Förutom kanondäcken rymde skrovet fyra nivåer, inklusive tre däck. Nederst, under vattenlinjen, låg hålskeppet. Denna del av fartygen användes som lastutrymme för ammunition och proviant. Därefter kom trossdäcket vilket delvis fyllde samma funktion, och sedan de två batteridäcken. Längst akterut på övre batteridäck låg fartygschefens kajuta. Det nedre batteridäcket var heltäckt, och det övre öppet i mitten till en stor del av sin längd. I stävarna täcktes däcket av två mindre däck, backdäcket i fören och skansdäcket i aktern. Sedan Wasa fått kritik för sina låga brädgångar, som flottan ansåg vara otillräckliga för besättningens skydd, konstruerade Chapman de nya skeppen med något högre relingar. Detta medgav att ett gångbord om tre plankors bredd installerades längs varje fartygssida. Gångborden band samman däcken i för och akter, samt medgav besättningen snabb passage mellan skeppets olika delar.
Kronprins Gustaf Adolf förde en fullständig segelrigg på tre master. Stormasten var linjeskeppets högsta och kraftigaste mast. Därefter kom fockmasten i fören och mesanmasten i aktern. I galjonen satt ett bogspröt. Varje mast stöttades i långskeppsriktningen av kraftiga trossar, s.k. stag, och i tvärskeppsriktningen av vant, vilket var en slags repstegsliknande stag, som användes av besättningen för att klättra upp i riggen. I mitten av varje mast fanns en utkiksplattform, s.k. märs. I strid kunde märsarna utnyttjas som plattformar för prickskyttar. Linjeskeppets segelyta uppgick till ungefär 2 000 kvadratmeter, vilket i gynnsam vind gav en fart av åtta knop. Varje fartyg i Kronprins Gustaf Adolf-klassen förde med sig ett antal skeppsbåtar för olika uppgifter; en slup, en barkass och en jolle. Båtarna hade sin plats i det öppna utrymmet på övre batteridäck mellan fock- och stormasterna.

### Utsmyckning och färgsättning
Ännu i slutet av 1700-talet var det vanligt att örlogsfartyg försågs med snidade dekorationer i galjonen och på akterspegeln, även om utsmyckningen var av enklare slag än exempelvis under 1600-talet. Via en bevarad konstruktionsmodell av Kronprins Gustaf Adolf, som finns på Marinmuseum i Karlskrona, är det möjligt att få en helhetsbild av hur utsmyckningen såg ut. Fartygets ornament influerades starkt av den nyklassicistiska gustavianska stil som var populär i slutet av 1700-talet.

Denna teckning av modellen av Kronprins Gustaf Adolf som finns på Marinmuseum ger en god bild av hur skeppets akterspegel var utsmyckad. Observera även akterspegelns bredd i förhållande till skrovet.

På Kronprins Gustaf Adolf-klassen var låringsgallerierna direkt anslutna till akterspegeln, vilken därigenom blev betydligt bredare än skrovet. Spegeln upptogs av en rad med fyra rektangulära fönster som vette in mot kajutan. Fönsterraden kröntes av ett ramverk av akantusslingor, voluter, palmetter, festonger och krönta vapenkartuscher med det svenska riksvapnet. I mitten ovan fönstren fanns en stor, medaljformad kartusch med formen av ett barnhuvud. Fönstren flankerades på båda sidor av paneler med snidad dekor av antika rustningar, inramade av pilastrar, med formen av fascesknippen. Spegeln avslutades nedtill av en av en bård med festonger. I mitten under fönstren satt en bred inskriftstavla med fartygets namn angivet i versaler.
Vid sidan av akterspegelns ornament var galjonsfiguren skeppets mest framträdande skulptur. Kronprins Gustaf Adolfs galjonsbild har inte bevarats, och dess exakta utseende är okänt. Det är dock sannolikt att fartyget likt systerskeppen försågs med en helfigursbild, möjligen av en figur från antik eller nordisk mytologi. Galjonsfigurerna till Kronprins Gustaf Adolf-skeppen snidades av amiralitetsbildhuggare Johan Törnström. Till sin hjälp hade han bildhuggaren Peter Sundberg, som tillverkade dekoren till skeppens akterspeglar och sidogallerier. Kronprins Gustaf Adolfs galjonsfigur var leveransklar våren 1783. För sitt arbete erhöll Törnström 333 riksdaler i arvode.
Linjeskeppets skrov var gulmålat eller struket med gulbrun tjära. Berghulten var målad i svart. Galjon och galjonsfigur var röda, en färg som också användes på relingarna. Akterspegelns sköldar och kartuscher var förgyllda eller målade i gult på blå botten.

## Bestyckning

### Artilleri

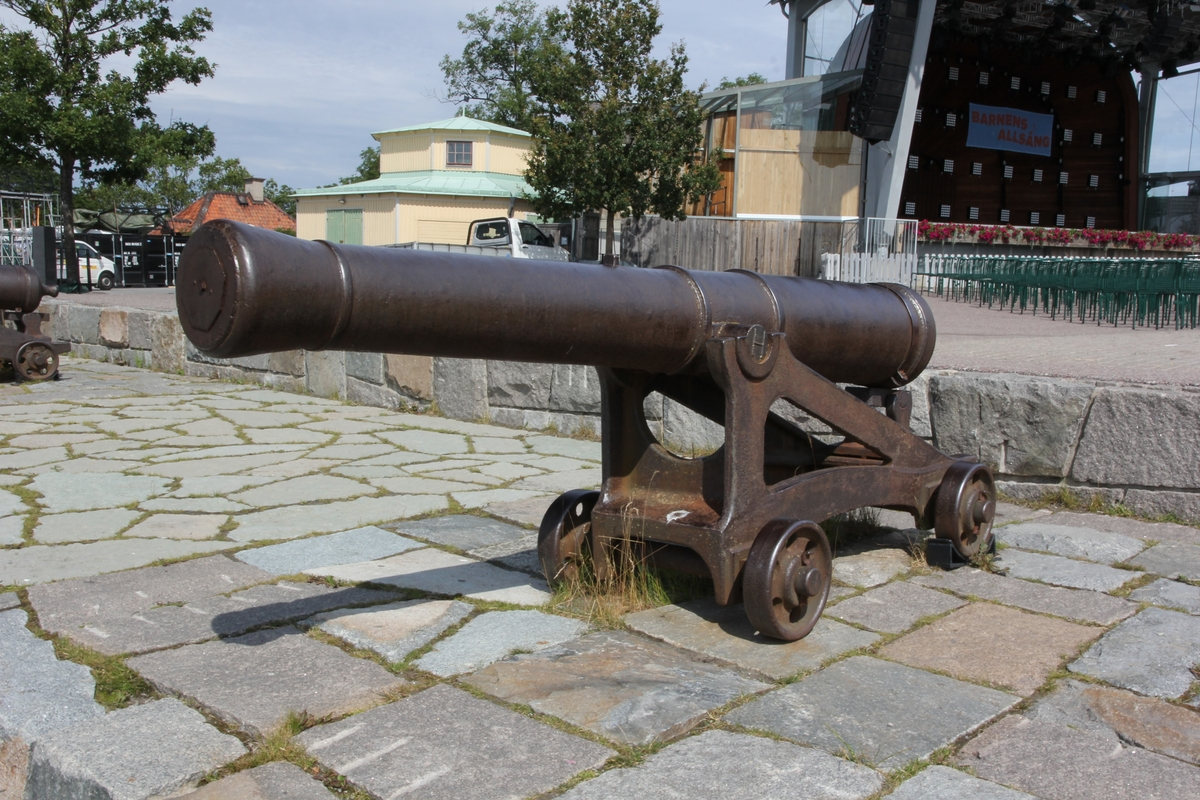
6-pundig kanon av samma typ som fanns på Kronprins Gustaf Adolf. Kanonen finns utställd på friluftsmuseet Skansen i Stockholm. Märkningen på pjäsens vänstra tapp indikerar att den är gjuten vid Hellefors Styckebruk i Södermanland.

I förhållande till sin storlek förde Kronprins Gustaf Adolf en mycket kraftig bestyckning, bestående av sammanlagt 60 kanoner av olika storlekar. På 1780-talet var den slätborrade, mynningsladdade gjutjärnskanonen sjöartilleriets huvudvapen. En kanon klassades då efter vikten på projektilen den sköt, en vikt som angavs i skålpund (ca. 0,425 kg). De minsta pjäserna ombord kunde ha en kulvikt på 6 pund (2,6 kg) och de största en kulvikt på 24 pund (10,2 kg). Därutöver fanns medelstora pjäser med en kulvikt på 18 pund (7,65 kg). Man undvek av stabilitetsskäl att ställa kanoner av olika kalibrar på samma däck. De tyngsta pjäserna placerades på det nedre batteridäcket, de medeltunga på övre batteridäck och de lättaste på back och skans. På det nedersta batteridäcket på Kronprins Gustaf Adolf fanns ursprungligen 26 stycken 24-pundare. I det övre batteriet stod lika många 18-pundare, kompletterade med åtta stycken 6-pundare på back och skans.
En fartygskanon kunde ha en räckvidd på uppemot 2 000 meter men vanligtvis var stridsavstånden betydligt kortare, ungefär 50–500 meter. Man använde sig av många olika typer av ammunition. Den vanligaste var den solida rundkulan, vilken främst utnyttjades till att skada motståndarens skrov. Mot master användes stångkulor eller stångskott, vilket var två rundkulor sammanlänkade av en järnstång. För att skada segel och rigg, men även oskyddad besättning avfyrades skråskott eller skråkappor. Detta var behållare (kartescher) av tyg, trä eller bleckplåt fyllda med muskötkulor eller skrotbitar. Vid avfyrning slets behållaren sönder så att projektilerna spreds över fiendens däck likt en hagelsvärm. En effektiv men riskabel ammunitionstyp var s.k. glödgade kulor, dvs. kanonkulor som värmts upp i skeppets kabyss tills de blivit glödheta. På grund av brandfaran kunde sådana bara användas på små avstånd och vid obetydlig sjöhävning. Under 1788–90 års krig utnyttjade båda sidor former av sprängladdade granater. I Sverige kallades dessa för konkavkulor medan ryssarna kallade dem edinorogs (enhörningar). För bättre verkan kunde de olika projektilerna laddas kombinerade som "dubbelt skarpt" (två projektiler i eldröret) eller "tredubbelt skarpt" (tre projektiler i eldröret).

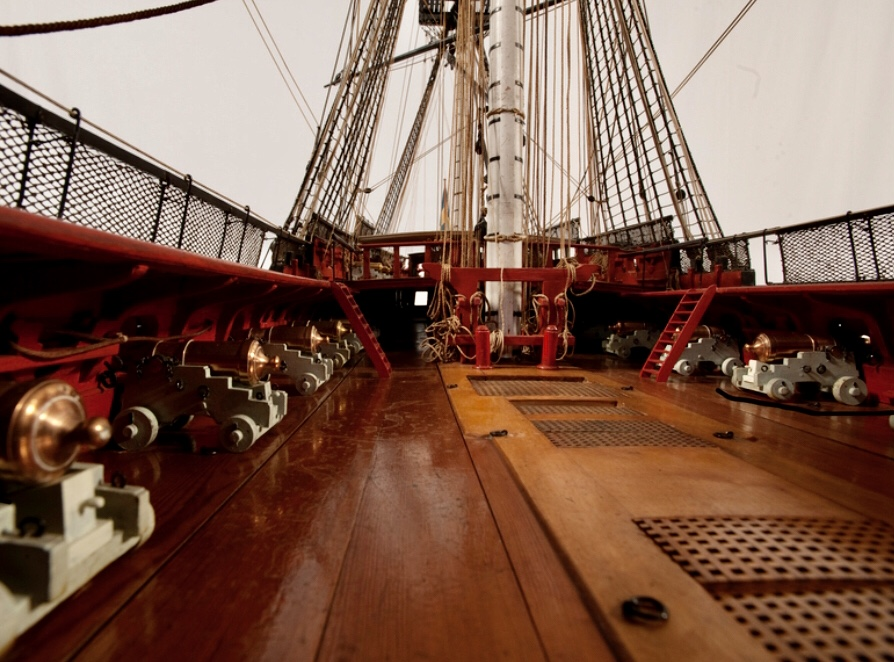
Övre batteridäck på Kronprins Gustaf Adolf. Observera gångborden på vardera sida om kanondäcket. Detalj från en modell av fartyget på Marinmuseum i Karlskrona.
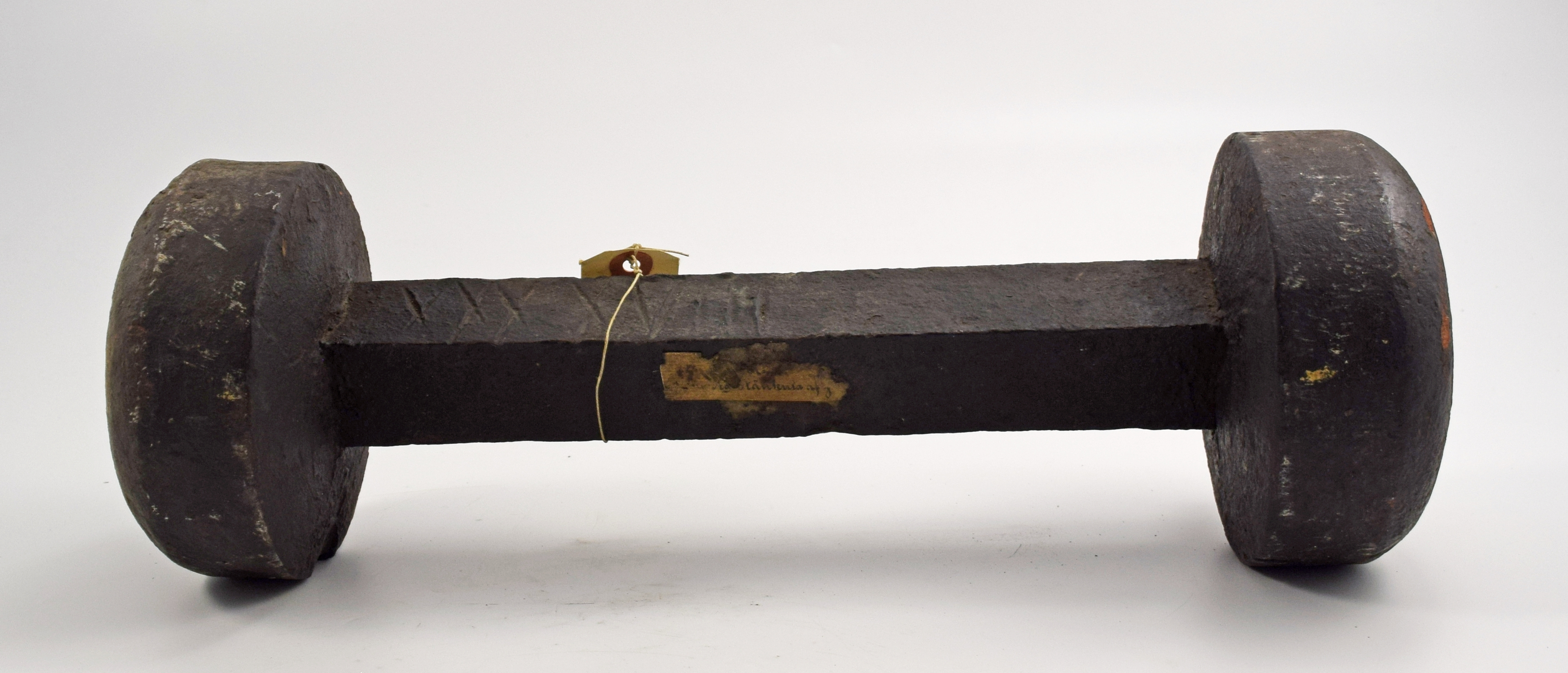
24-pundig stångkula av gjutjärn. Marinmuseum.

Kanonerna laddades genom att en krutfylld kardus (påse av tyg eller papper) fördes in i eldröret. Sedan kom en förladdning, därefter själva projektilen och slutligen ännu en förladdning för att hålla det hela på plats. Från ett kruthorn hälldes finkalibrigt krut i kanonens fänghål, som stod i förbindelse med eldrörets kammare längst bak i pjäsen. När kanonen riktats verkställdes avfyringen av kanonkommendören med hjälp av en luntstake, runt vilken en brinnande stubin, luntan, satt virad. Med den brinnande luntan antändes fängkrutet och kanonen avlossades. Efter varje skott kyldes eldröret av med vatten och loppet drogs rent från glödande slagg. Därefter var kanonen färdig att avfyras på nytt.

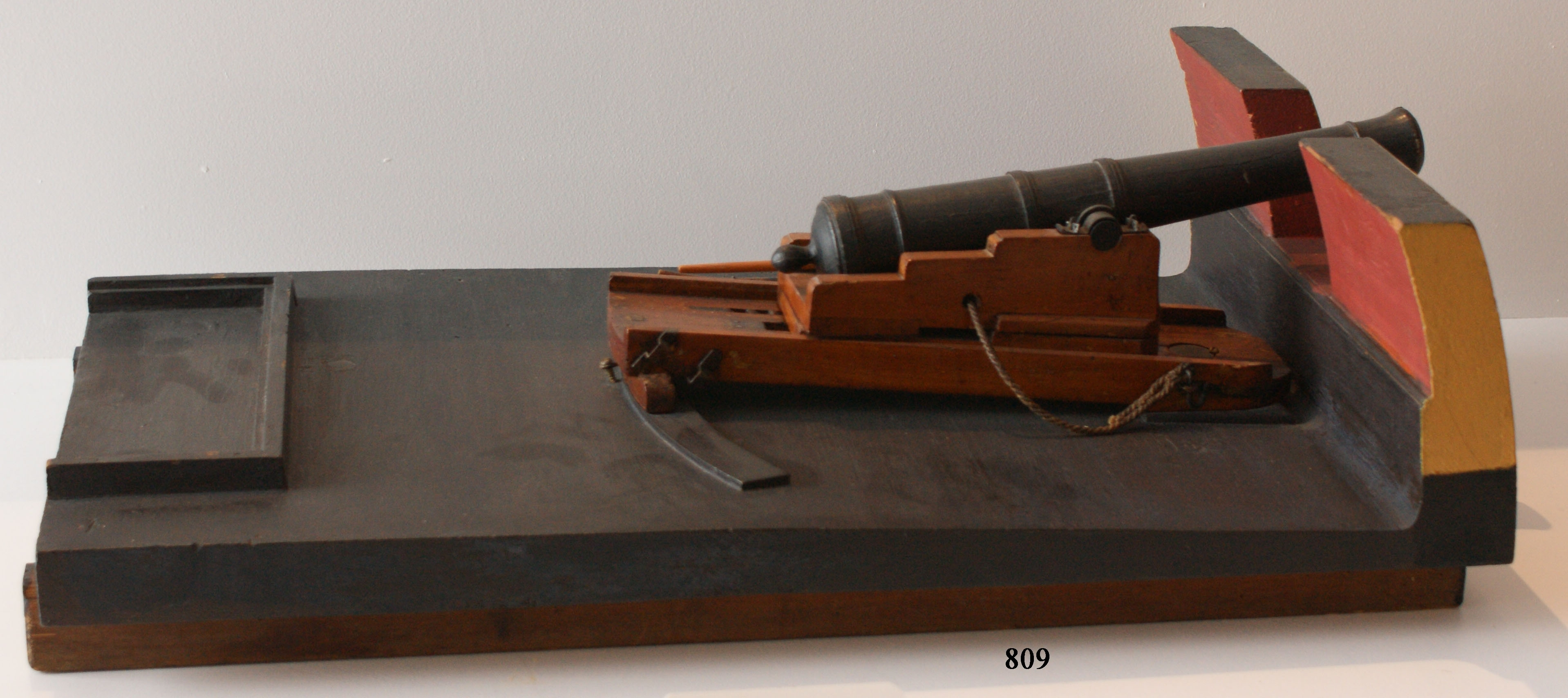
Modell av en 24-pundig kanon på kursörlavett. Marinmuseum.

Linjeskeppens och fregatternas kanoner vilade i trälavetter på hjul, s.k. fyrarullalådor. Fredrik Henrik af Chapman intresserade mycket för skeppens artilleri, och konstruerade lättare lättare pjäser och bättre lavetter. På 1770-talet utvecklade han tillsammans med överstelöjtnant Carl Fredric Aschling en typ av svängbar kanonlavett, som gjorde att kanonerna gick sidrikta. Lavetten bestod av en kanonlåda vilande på en släde som baktill var kopplad till en s.k. kursör (halvmåneformad träbana). Genom att vrida släden i banan kunde pjäsen riktas åt antingen höger eller vänster. Friktionen mellan släden och kursören fångade också upp en del av rekylen när kanonen avfyrades. Chapmans och Aschlings kursörlavetter installerades på ett antal linjeskepp, men konstruktionsmässigt visade sig de inte vara helt lyckade och ogillades av pjäsbetjäningarna. Kanonerna blev lättare att rikta, men de nya lavetterna tog upp stor plats på batteridäcket, var svåra att reparera och krävde större bemanning. På Kronprins Gustaf Adolf användes kursörlavetter för de tyngsta kanonerna på nedre batteridäck, samt för pjäserna på back och skans. Det övre batteridäckets kanoner monterades i vanliga lavetter.
Strax före krigsutbrottet 1788 hade flottan för avsikt att ombestycka samtliga 60-kanonskepp med grövre 36-pundiga pjäser, men leveransförseningar gjorde att endast sex av Kronprins Gustaf Adolf-skeppen, hunnit motta dessa innan kriget inleddes. Ombeväpningen innebar vidare att  24-pundarna flyttades till övre batteridäck, samtidigt som alla 18-pundare togs bort. Därefter bestod artilleribeväpningen av 62 kanoner; 26 stycken 36-pundare, 28 stycken 24-pundare och 8 stycken 6-pundare.

### Handvapen

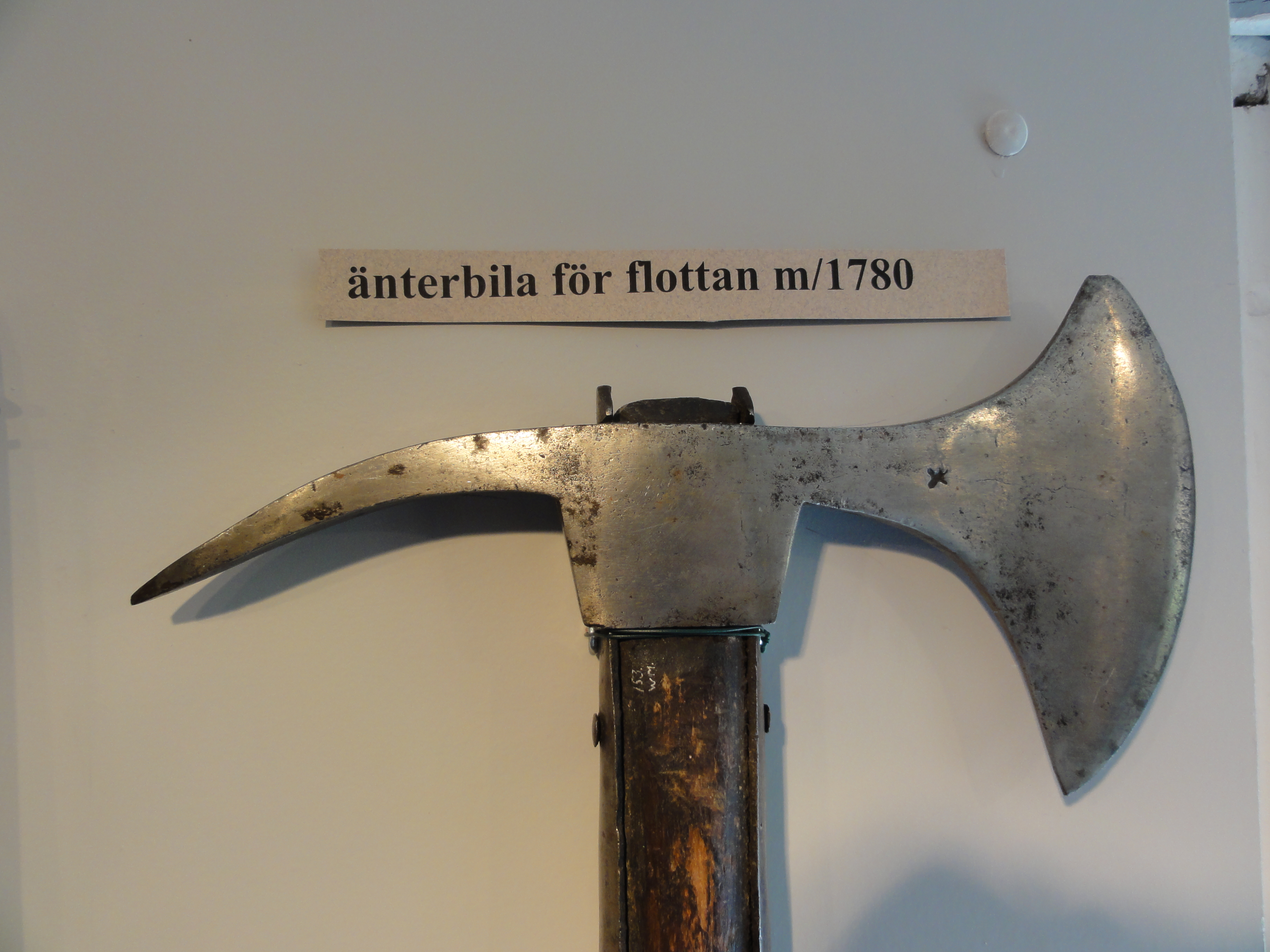
Detalj av yxhuvud till änterbila m/1780. Vira bruks museum.

Linjeskeppet förde en mindre arsenal av handvapen vilka användes vid bordning av fiendefartyg eller för att försvara skeppet om det blev äntrat. Handvapnen förvarades i ett förråd, arkliet, lokaliserat längst akterut på nedre batteridäck. Beväpningen bestod av eldvapen och blankvapen. De förstnämnda utgjordes av musköt, pistol och muskedunder. Brukningstiden för handeldvapen var på 1700-talet betydligt längre än idag. När flottan rustades inför kriget mot Ryssland var behovet av handeldvapen stort, varför stora mängder äldre vapen togs i bruk. Flottans manskap tilldelades stora antal av karbin m/1704 och infanterimusköter av årsmodellerna 1716, 1731, 1725 och 1747. Volontärerna var i regel beväpnade med musköter av 1747 eller 1762 års modeller. För att gevären skulle vara lättare att hantera i trängseln på däck kortades piporna av med några centimeter. Av denna anledning saknade ofta flottans musköter bajonett.
De blankvapnen vid flottan var sabel, värja, huggare, änterbila och änterpik. I likhet med eldvapnen hade flottans blankvapen ofta lång livstid. Under Gustav III:s ryska krig fanns t.ex. ett stort antal 1600-talsvärjor fortfarande i tjänst. Änterpiken var ett stångvapen som ansågs särskilt värdefullt för att avslå äntringsförsök. Pikens längd motsvarade ungefär längden av en musköt med påsatt bajonett, och vid exercis med änterpikar användes samma rörelser som med musköten. I strid delades pikarna i första hand ut till manskapet på back och skans. Änterbilan var en långskaftad, bredbladig yxa med nacken utdragen i en skarp, svagt nedåtböjd spets. Bilan kunde användas i närstrid eller som ett verktyg för att kapa trä- och tågvirke. När man äntrade ett större fiendefartyg högg båtsmännen in sina änterbilor i skeppssidan, så att de bildade en provisorisk stormstege upp till däcket.

## Besättning
1700-talets linjeskepp var komplicerade tekniska enheter, som krävde stora besättningar för att opereras effektivt under segling och i strid. Då Kronprins Gustaf Adolf avgick på sin sista expedition sommaren 1788 befann sig 550 man ombord.

### Officerare och underofficerare
Fartygschef var överstelöjtnant Harald af Cristiernin. Denne var vid tillfället 36 år gammal, men trots sin relativa ungdom en mycket erfaren sjömilitär. 1777–80 gjorde Cristiernin tjänst i brittiska flottan. Efter sin återkomst till Sverige förde han befäl vid konvojexpeditioner och var vid två tillfällen svensk ambassadör till Marocko. Som sin sekond hade Cristiernin den 41-årige kaptenen Nils Adolph Ekenman. Även han var en befaren sjöman med en gedigen karriär bakom sig. Ekenman hade tidigare varit styrman i Ostindiska kompaniet, och deltagit i tre handelsresor till Kina. Överflyttad till örlogsflottan tjänstgjorde han som sekond på fregatten Illerim under en halvårslång resa till Atlanten 1782. Senare samma år deltog han även i en rekognoseringsexpedition längs Norges kust ombord på linjeskeppet Hedvig Elisabeth Charlotta.

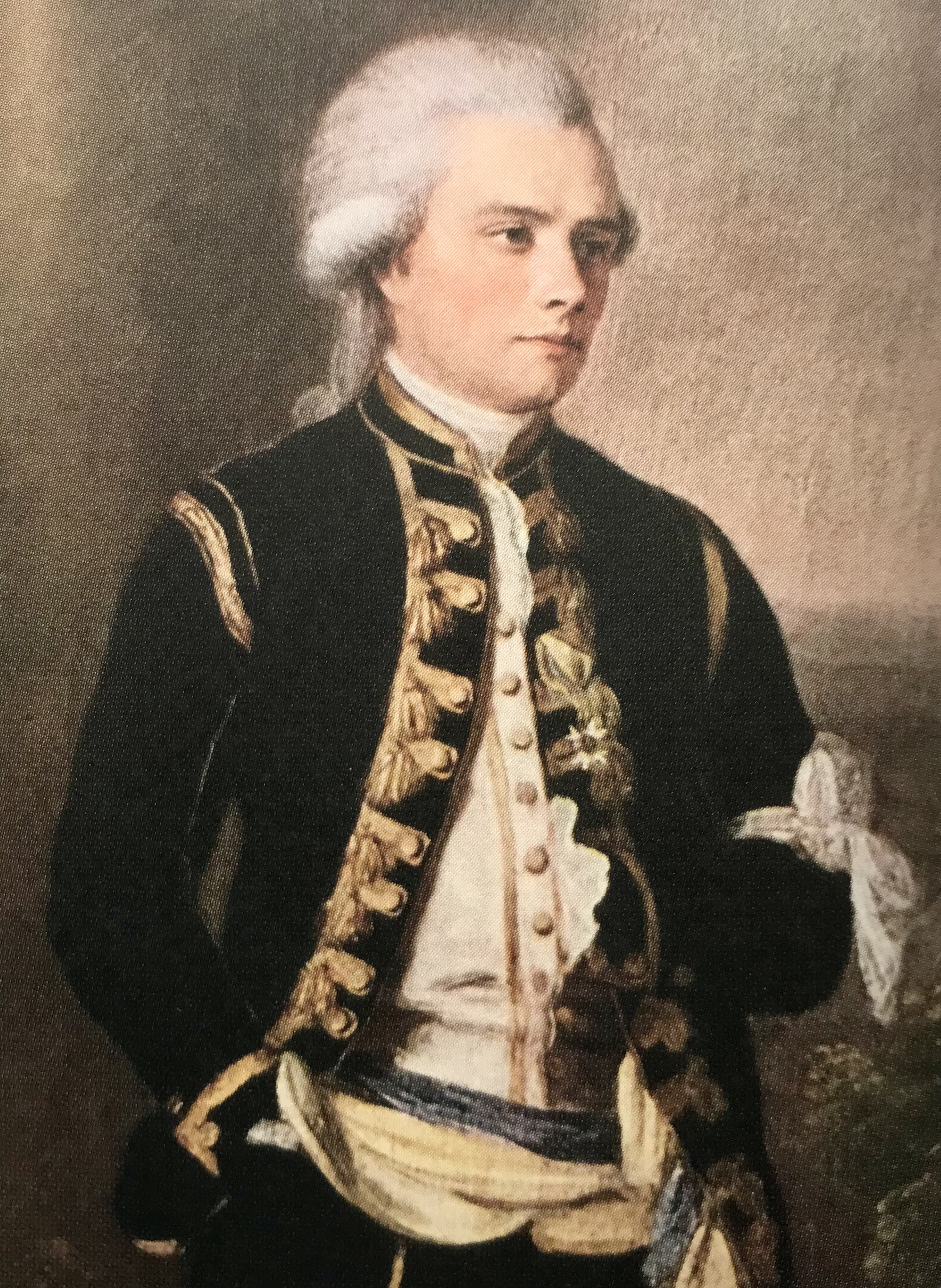
Överstelöjtnant Harald af Cristiernin, kölherre (fartygschef) på Kronprins Gustaf Adolf under sjötåget 1788. Porträtt av okänd konstnär.

Under sig hade Cristiernin och Ekenman en befälskår bestående av löjtnanterna Carl Fredrik Pihl och Carl Gustaf Tornquist, fänrikarna Sven Alm, Johan Petter Lychou och Axel Georg von Gertten, samt officerskadetten Gustaf Samuel Pihl. Till officerskategorin hörde även fyra officerare från armén, vilka förde befäl över soldaterna som kommenderats ombord.
Linjeskeppets underofficerare var uppdelade i tre tjänstegrenar med olika ansvarsområden: styrmansstaten, artilleristaten och skepparstaten. Officerarna i styrmansstaten ansvarade för att navigera skeppet. De utgjordes av en överstyrman och två medel- och lärstyrmän. Överstyrmannen kontrollerade att fartygets roder fungerade som det skulle, och att ballasten var korrekt placerad. Under strid bokförde han vilka kurser fartyget tog. Medel- och lärstyrmännen kontrollerade att lasten under resans gång hölls ordentligt instuvad samt förde journal över kurs, väder och skeppets fart. Skepparstatens underofficerare bestod av överskepparen, tre underskeppare och tre högbåtsmän. Skepparna såg till att fartyget tacklades rätt, och att segel och tågvirke hölls i gott skick. Överskepparen ansvarade för att skeppet hölls rent. Han hade också tillsyn över skeppsbåtarna. Högbåtsmännen fungerade som arbetsledare för manskapet på däck och i riggen.
Underofficerarna i artilleristaten hade ansvar för kanoner, krut och ammunition. Artilleristatens högste ansvarige underofficer var uppbördskonstapeln. Under honom tjänade en extrakonstapel, två lärkonstaplar och nio arklimästare. Uppbördskonstapelns uppgift var att se till att fartygets artillerimateriel underhölls. Han skulle också visitera mellan däcken för att säkerställa att ingen i besättningen rökte eller rörde sig med brinnande ljus, något som var mycket farligt på grund av brandrisken. De övriga artilleriofficerarna hjälpte till med att inventera materiel. De övervakade artilleribetjäningarnas arbete vid kanonerna och såg till att manskapet var välövat i pjästjänst.

### Båtsmän, soldater och civilanställda

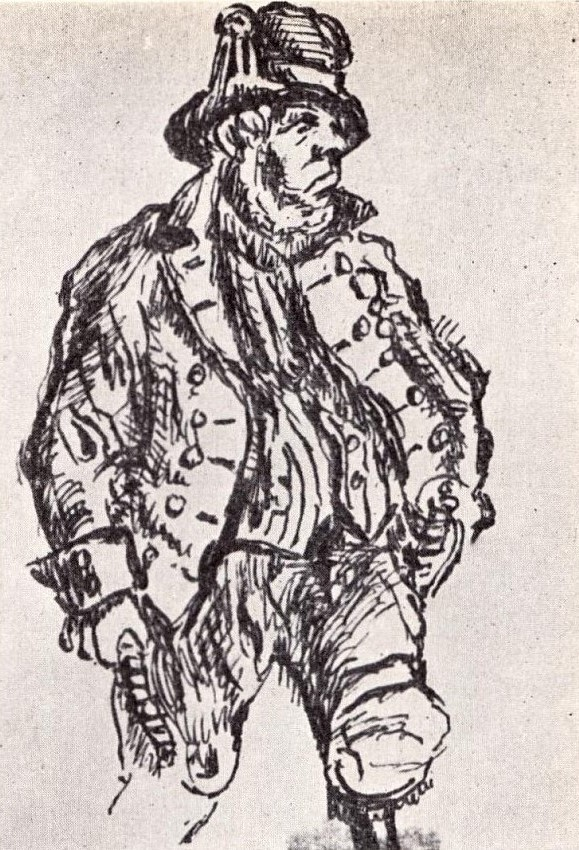
Högbåtsmännen fyllde en viktig funktion som arbetsledare för manskapet på däck och i riggen. Denna samtida teckning av okänd konstnär föreställer Johan Dunder, högbåtsman på systerfartyget Dristigheten 1789.

Kärnan i besättningen utgjordes av 215 indelta och roterade båtsmän från kompanier i Västergötland, Östergötland, Södermanland, Halland, Småland, Gotland, Roslagen och Blekinge. Båtsmännen rekryterades enligt samma principer som arméns indelta soldater. Kompetensmässigt delades de in i fyra grader: obefarna (ingen eller mycket liten sjövana), sjövana (minst sex månader till sjöss), befarna (minst 12 månader till sjöss) och väl befarna (minst två år till sjöss). På Kronprins Gustaf Adolf rörde det sig till stor del om välrutinerat manskap, många med åtskilliga sjöexpeditioner bakom sig. En annan typ av båtsmän var kofferdibåtsmännen, rekryterade från handelsflottan. De utgjorde vanligen ett mer erfaret sjöfolk än det roterade manskapet och hade främst arbetsuppgifter i riggen. Vid avseglingen från Karlskrona fanns 16 kofferdibåtsmän på Kronprins Gustaf Adolf.
Linjeskeppets artillerimanskap bestod av 70 volontärer från Första- och Andra volontärregementet. Volontärerna var en slags marinsoldater vilka agerade förhandsmän vid arbetet med kanonerna. I fredstid utgjorde de garnison på Karlskronas befästningar. 17 skeppsgossar från flottans skeppsgossekår var besättningens yngsta medlemmar. De var pojkar i åldrarna 10–16 år som befann sig under utbildning till att bli sjömän. Skeppsgossarna hade i första hand uppgifter på däck. I strid assisterade de med pjäsbetjäning. Vid krigsutbrottet kommenderades strax över 200 armésoldater till Kronprins Gustaf Adolf, för att delta i en planerad landstigningsoperation mot Sankt Petersburg. Dessa kom från Älvsborgs regemente och Sprengtportens regemente. Under vistelsen ombord utförde soldaterna vakttjänst och bildade landstigningstrupp vid anfall mot mål i land. I strid assisterade de kanonserviserna.
Utöver officerare, båtsmän och soldater medföljde en mindre mängd civilanställda. Den civila personalen omfattade två skrivare, fem fältskärer och 27 betjänter till officerarna. Skeppsskrivaren höll uppsikt över skeppets proviantförråd. Under honom lydde en mönsterskrivare som hade hand om mönsterrullorna över besättningen. Fältskärerna svarade för omhändertagandet av sjuka och skadade (se Livet ombord). De leddes av en uppbördsfältskär, vilken varje morgon höll sjukmönstring av manskapet.

### Personalens klädsel

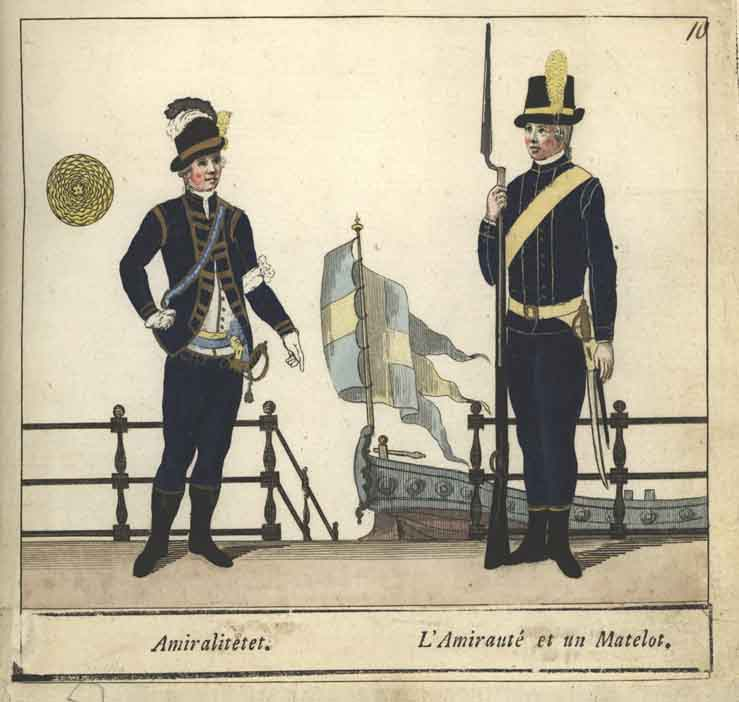
Uniform m/1778 för örlogsflottan, t.v. en löjtnant vid amiralitetet och till t.h. en volontär vid Första- eller Andra volontärregementet. Illustration av Carl Gustaf Roos från planschsamlingen Samling af Swenska arméns uniformer, utgiven 1783.

Under Gustav III:s tid var örlogsflottans klädsel föremål för en betydande reformverksamhet. Uniformeringen gjordes enhetligare och blev mer praktisk, bl.a. genom införandet av långbyxor. När Kronprins Gustaf Adolf avseglade mot Finska viken sommaren 1788 bar större delen av besättningen variationer av örlogsflottans gustavianska uniform m/1778, vilken var baserad på Gustav III:s nationella dräkt, som införts samma år.
Uniformens snitt var ungefär likadant för befäl och manskap. Båtsmännens klädsel bestod av en mörkblå jacka med gult foder och gula passpoaler i sömmarna, blå byxor, vita långstrumpor och låga smorläderskor med mässingspännen. Vid arbete användes vita långbyxor sydda av segelduk. Som huvudbonad bar man en rund svart hatt vars vänstra kant var uppvikt mot kullen. Kring kullen satt ett gult band av linne. Volontärernas uniform var i stort sett lik båtsmännens, med undantaget att de över strumporna bar charivader, en slags långa damasker, samt s.k. ungerska kängor. De hade också en gul ståndare i hatten. Skeppsgossarnas klädsel påminde om båtsmännens. De ombordkommenderade soldaterna var klädda i arméns uniform m/1779, vilken var snarlik volontärernas.
Befälets uniformer var av finare kvalitet än manskapets. Rocken hade också en något snävare skurning, så att västen under blev synlig. Som gradbeteckning användes galoner av olika former, vilka fanns på jackans krage, ärmuppslag och bröstparti. Antalet galoner på ärmuppslagen indikerade officerens tjänstegrad. En överste hade tre galoner, en överstelöjtnant två och en major en. Kring livet bar officerarna ett blågult knytskärp. Huvudbonaden var samma svarta hatt som manskapets, men officerarnas var utsmyckade med en guldcordon kring kullen, samt en ståndare och färgade fjädrar. I officersuniformen ingick även en vit bindel kring vänster arm.

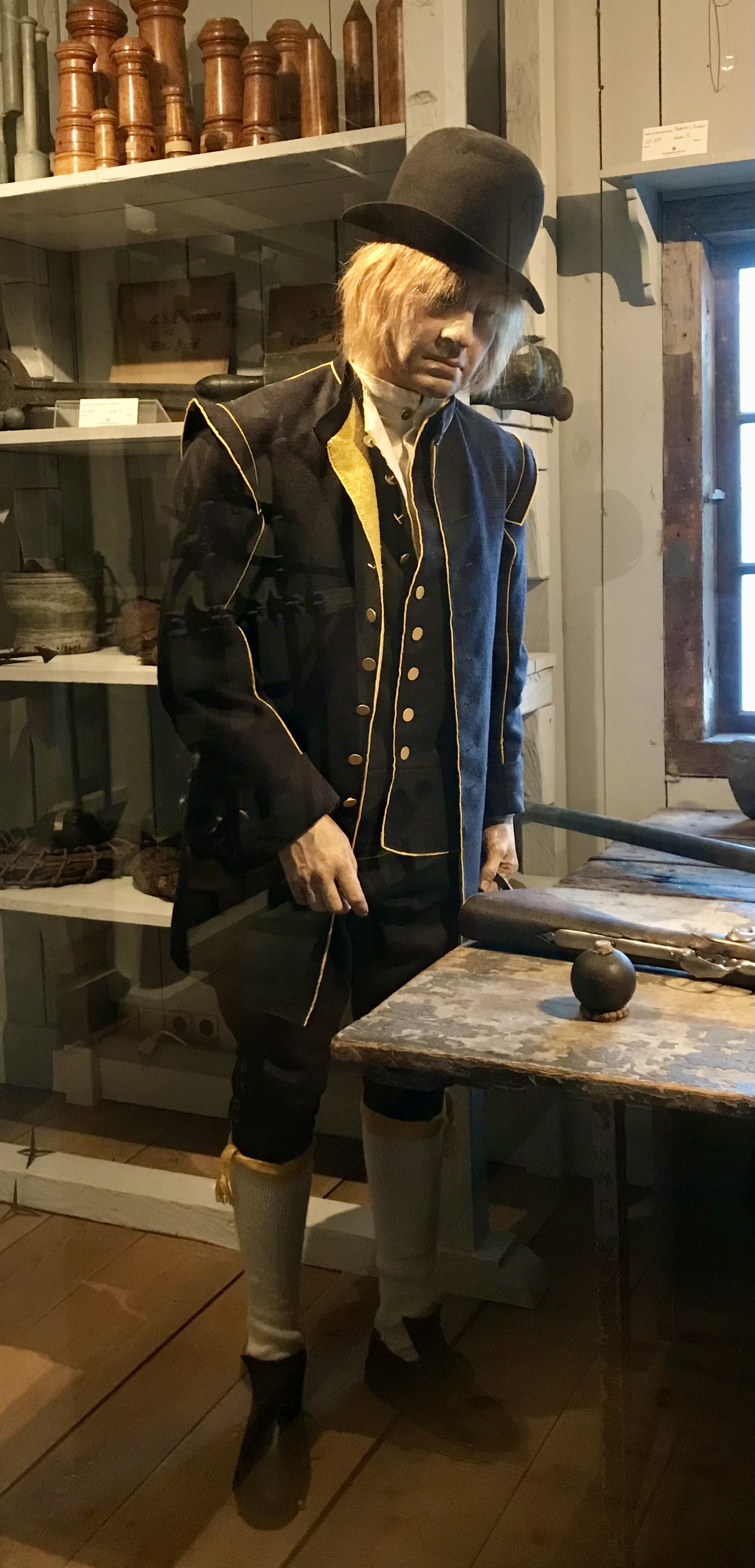
Rekonstruktion av en rotebåtsman i uniform m/1778. Marinmuseum.
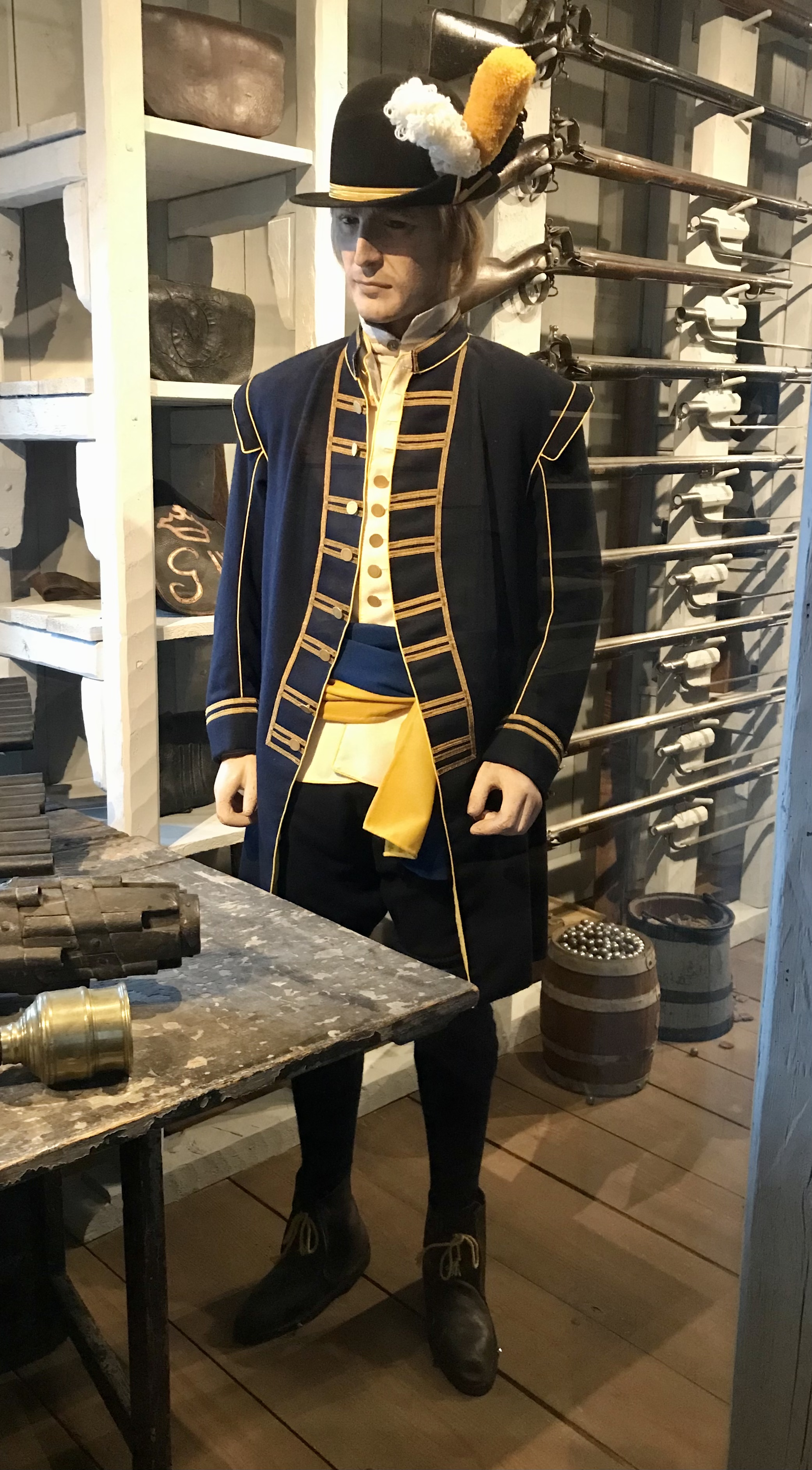
Arklimästare vid örlogsflottan i uniform m/1778. Marinmuseum.

## Livet ombord

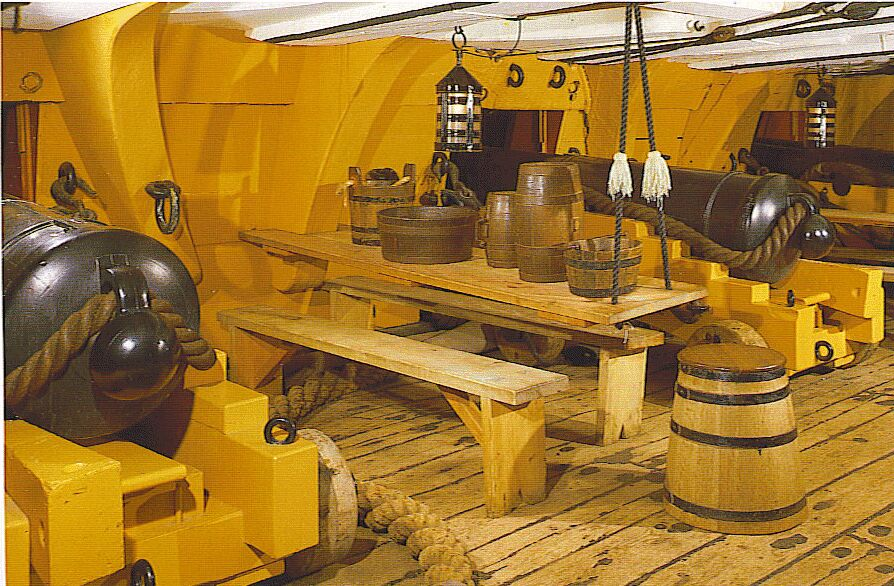
Besättningen intog sina måltider i fatlag om åtta man. Maten åts på träbord som hissades ned mellan kanonerna. Bild från det brittiska linjeskeppet Victory i Portsmouth.

Ombord på linjeskeppen med sina stora besättningar var en viss trängsel oundviklig.  De hundratals sjömän och marinsoldater som utgjorde besättningens huvuddel, var förlagda på nedre batteridäck och på trossdäck. Batterimanskapet levde dygnet runt vid sina pjäser och sov i hängkojer uppspända över däcket. Något personligt utrymme fanns inte med undantag för klädkistan, i vilken besättningsmannen förvarade sina personliga ägodelar. Av praktiska skäl var det endast fartygsbefälet som kunde ha egna hytter. Skeppschefens bostad var stora kajutan belägen på aktersta delen av övre batteridäck. De övriga officerarna höll till i små hytter på trossdäcket.
Maten inom flottan var tämligen enformig men i gengäld var ransonerna större än i de flesta andra europeiska mariner. Varje vecka tilldelades manskapet bestämda mängder proviant, bl.a. i form av mjöl, havregryn, smör, nötkött, fläsk och ärtor. Av havregryn och vatten kokades gröt. Ärtorna kokades och serverades tillsammans med fläsk, och på söndagar gjordes pudding av mjöl, smör och vatten. Annars var brödet basfödan ombord. Varje man blev dagligen tilldelad 625 gram torrt bröd, som han förvarade själv och kunde äta när helst han önskade. För att motverka skörbjugg kompletterades kosten två gånger i veckan med C-vitaminrik surkål. Livsmedlen förvarades torkade eller nedsaltade i tunnor och kärl. Flottan var mycket noggrann med att upprätthålla proviantens kvalitet, och så ofta tillfälle gavs bytte man ut den lagrade maten mot färsk kost.

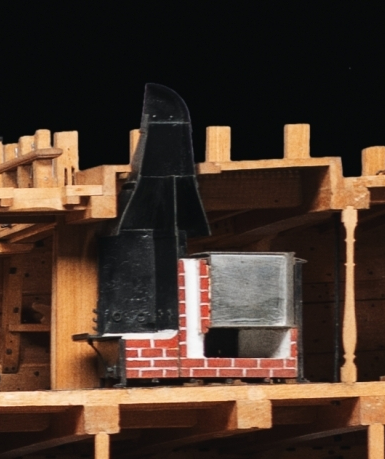
Modell av kabyssen på ett linjeskepp i Kronprins Gustaf Adolf-klassen. Marinmuseum.

Maten tillreddes i en murad kabyss på övre batteridäck. Den åts därefter av manskapet i fatlag om åtta man på träbord, nedhissade mellan kanonerna. Till måltiden drack man huvudsakligen vatten, även om öl, brännvin och svagdricka förekom. Varje besättningsman var reserverad 3,5 liter vatten per dag till dricka och till kokning. Det högre befälet drack vin.
Trångboddheten ombord gjorde att sjukdomar enkelt kunde frodas. Det var därför synnerligen viktigt att besättningen uppehöll en god hygien. I det gustavianska Sverige fanns en utbred badkultur. Personlig renlighet skattades högt såväl i det civila samhället som inom krigsmakten. Exempelvis kommenderades soldaterna som stred i Finland under kriget 1788–90, med jämna mellanrum till badstugor för att tvätta sig. På örlogsskeppen var renhållning och städning strikt reglementerade. Detta medförde att besättningarna på svenska flottans fartyg upprätthöll en, med dåtida mått, god hygienisk standard. Den goda hygienen i kombination med en effektiv kost bidrog till att besättningarna, under normala förhållanden, sällan besvärades av epidemier och bristsjukdomar, även vid mycket långa expeditioner till sjöss. I ryska krigets inledningsskede 1788 var hälsoläget inom svenska flottan i regel mycket gott.
Sjukvården inom örlogsflottan var också noga bestämd genom reglementen. Vården av sjuka och sårade sköttes av fältskären. Denne förde med sig en kista i vilken han förvarade kirurgiska instrument och förbandsmaterial. Fältskären sysslade i allmänhet med kirurgiska ingrepp, behandling av sår, öppning av bölder och amputationer av lemmar. Som bedövningsmedel användes opium eller brännvin. Till skeppsutrustningen hörde även en medicinkista som innehöll glasflaskor med olika sorters mediciner, salvor och kryddor. Bland dessa fanns flera effektiva läkemedel som laxativt rabarberpulver, febernedsänkande kinapulver, sårbalsam och Roséns bröstdroppar. Den sistnämnda var en hostmedicin gjord på opium, lakrits och saffran.

### Besättningen i strid

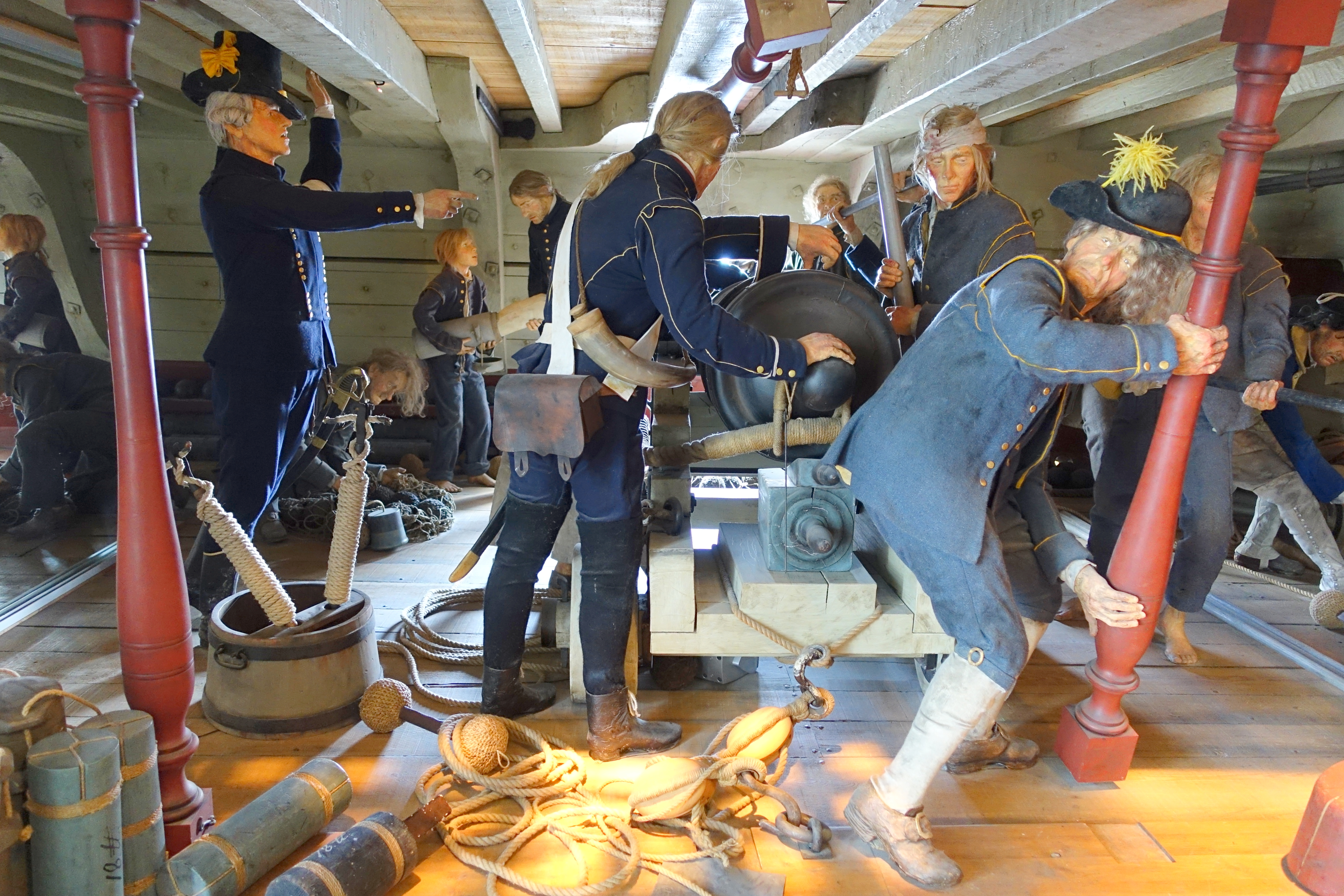
Rekonstruktion av det nedre batteridäcket på systerfartyget Dristigheten. I bildens mitt är en pjäsbetjäning i färd med att ladda en 24-pundig kanon. I bakgrunden räcker en skeppsgosse över en krutkardus till en artillerist. Den pekande mannen till vänster är divisionsbefälhavaren. Marinmuseum.

När drabbning var att vänta gavs ordern "klart skepp till drabbning", varpå arbetet inleddes med att förbereda fartyget för strid. Varje man gick till verket enligt en noga inövad plan. Däcken städades gnom att lösa föremål som kunde vara i vägen för den stridande besättningen, stuvades ner i hålskeppet eller slängdes överbord. Det gällde t.ex. mellanväggar på batteridäcken och annat som kunde splittras av fiendens kulor. De vanligaste personskadorna i strid på ett 1700-talsskepp orsakades av träsplitter, som slets upp när projektiler träffade bordläggningen. Även de bredare trapporna mellan däcken togs bort och ersattes med smala lejdare. Därefter strödde man ut sand över däcken, så att de inte skulle bli hala av blodet från sårade och döda. Bransläckningsmateriel i form av våta hudar och tygpresenningar lades fram och vattensprutan gjordes redo.
Kanonerna laddades, halades fram ur sina portar och kanonluckorna öppnades. Ammunition forslades upp från skeppets durk. Manskapet intog sina stridsposter. På trossdäck iordninggjorde fältskären ett provisoriskt förbandsrum för att ta emot skadade. Större delen av besättningen hade sina stridsplatser på batteridäcken. Pjäserna på varje kanondäck var indelade i tre divisioner, vardera under befäl av en officer och två artillerikonstaplar. Skansdäckets kanoner bildade en division. Varje kanon betjänades av en volontär, en soldat och fyra båtsmän. Langning av ammunition från durken till kanondäcken sköttes av skeppsgossar. En konstapel hade i uppgift att inför striden visa batterimanskapet hur man handskades med olika slags ammunition. Han såg också till att kanonerna riktades rätt och att skadade kanonlavetter reparerades. Om ett fiendeskepp strök flagg skickades en mindre bordningsstyrka över för att ta det i besittning. Plundring var strängt förbjuden och alla fångar skulle bemötas med respekt. Sårade fångar skulle enligt sjöreglementet "förbindas, ansas och skötas, som vore de eget folk".

## Historia

### Byggnation

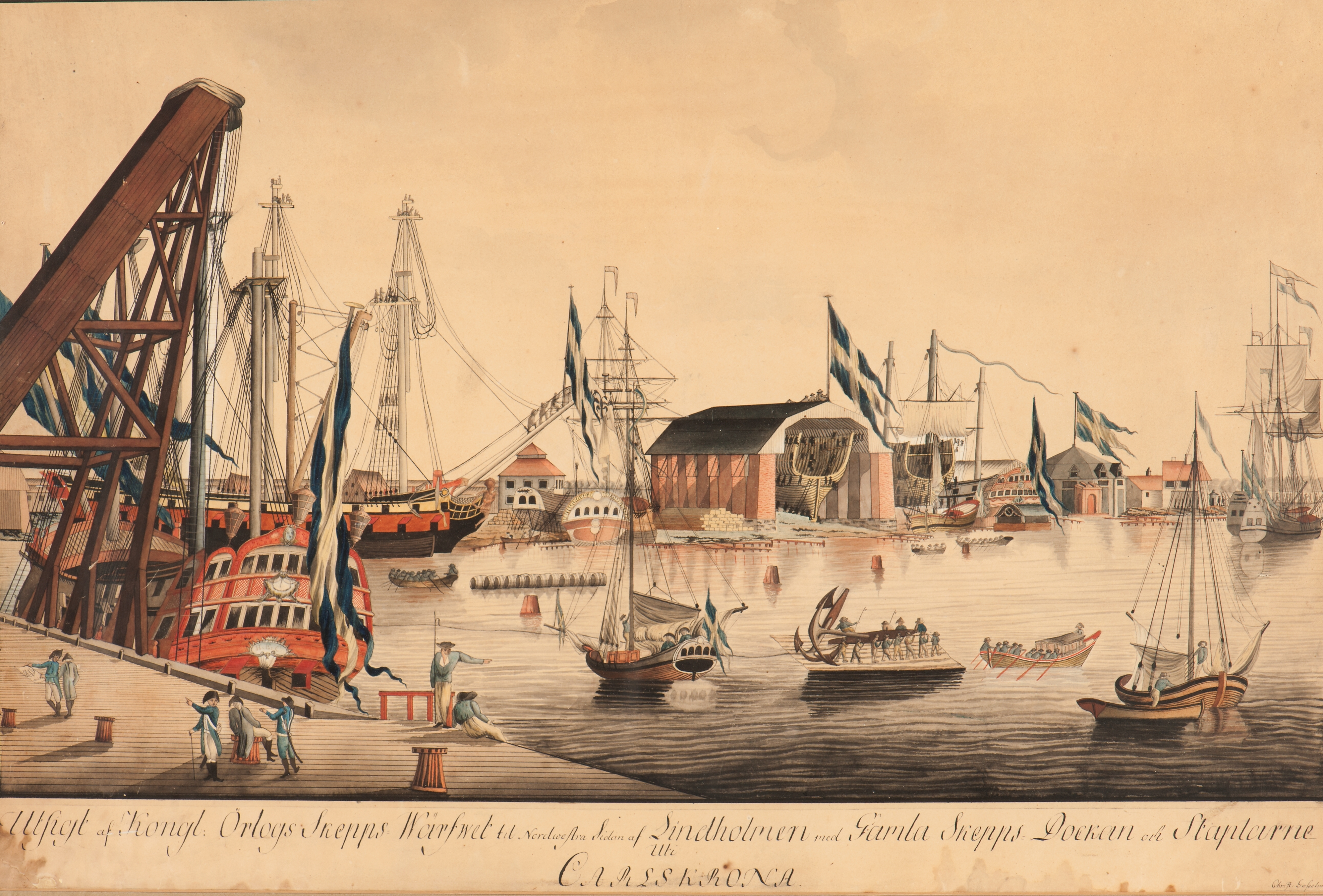
Karlskrona örlogsvarv 1782. Inuti skeppsskjulet i bildens mitt är timmermännen i full färd med att montera Kronprins Gustaf Adolfs bordläggning. På stapelbädden intill ligger fregatten Bellona. Samtida laverad tuschteckning av Christian Gosselman. Sjöhistoriska museet.

Samtliga av linjeskeppen och fregatterna byggdes på örlogsflottans varv i Karlskrona. Varvet var i slutet av 1700-talet Sveriges största arbetsplats, med omkring 1 150 anställda. Fartygen byggdes parvis, ett linjeskepp och en fregatt, på parallella stapelbäddar. Varje fartygstyp byggdes efter en standardritning som Chapman låtit omvandla till mallar. Timret sågades efter mallarna och transporterades till varvet, där det lades på travar invid stapelbäddarna. Det beräknas ha gått åt en mindre skog av över 1 000 ekar för att bygga Kronprins Gustaf Adolf. Merparten av virket hämtades från olika kronoskogar i Sverige, och mindre delar från ekförråd i Svenska Pommern och Polen. Seglen till skeppet syddes i ett väveri i Karlskrona och ankaren smiddes i ankarsmedjan på varvet.
Den 18 juli 1782 sträcktes kölarna till Gustaf Adolf och fregatten Bellona som det första fartygsparet i programmet. Chapman var mån om att få skeppen färdiga så fort som möjligt, och ökade gradvis takten i byggandet. Även söndagar togs i anspråk som arbetsdagar, trots protester från kyrkan. För att uppmuntra ett snabbare arbetstempo gav Chapman de arbetare som blev klara före tidsramen högre betalt. När fartygens spant blivit resta bordlades skroven upp till vattenlinjen. 111 dagar senare, den 6 november, var båda fartygen färdiga att sjösättas. Därefter gjordes bäddarna i ordning för nästa par. Den snabba byggnadstakten imponerade starkt på Henrik af Trolle. I ett brev till Gustav III prisade han varvets framsteg:
| ”                                    | I går morgon klockan 8 gick kanonskeppet Kronprins Gustaf Adolph och fregatten Bellona av stapeln, sedan de inom fyra månader därtill blivit färdigbyggda. På samma stapel sträcktes och restes kölar och stävar till 60-kanonskeppet Fäderneslandet och 40-kanonfregatten Minerva, till vilka fartyg alla spant och timmer därjämte är inom samma fyra månader tillsågade och apterade, händelser som oavsett en mångdubbel kostnad förr emot nu, aldrig tillförne på en gång inträffat på Eders Kungl. Maj:ts skeppsvarv. | „ |
| – Henrik af Trolle, 7 november 1782. | |   |

Efter utdockning fortsattes bordläggningen vid en pir. Sedan kunde arbetet inledas med att utrusta fartygen. Bestyckningen togs ombord. Laddverktyg tillverkades i varvets svarvarverkstad och från lådverkstaden levererades kanonlavetter, vars järnbeslag kom från rustkammarens smedja. Vid årsslutet rapporterade örlogsvarvet att Kronprins Gustaf Adolf var redo att tas i tjänst.

### Tjänstgöring

#### Kriget mot Ryssland
Gustav III sökte i det längsta att föra en försonlig politik gentemot Ryssland. I juni 1783 hölls ett personligt möte mellan honom och Katarina II i Fredrikshamn. Gustav III försökte förmå Katarina att garantera Rysslands neutralitet om Sverige gick i krig mot Danmark, men fick inte gehör för sina planer. Tvärtom övertygades han att kejsarinnan menade allvar med sin danska allians. Som en konsekvens av misslyckandet fick erövringen av Norge skrinläggas. I stället gjorde kungen ansträngningar att närma sig Danmark, bl.a. genom besök i grannlandet 1786 och 1787. Vid det senare tillfället försökte Gustav III få till stånd ett danskt-svenskt försvarsförbund, men förslaget avvisades av den danska regeringen.  Därmed skiftades målet för krigsplanläggningen till Ryssland. I augusti 1787 hade hade detta land gått i krig mot Sveriges bundsförvant Osmanska riket. Läget föreföll således gynnsamt för Gustav III:s syfte. Kungen följde aktivt utvecklingen på kontinenten för att finna allierade. Han underhandlade med Storbritannien och Preussen och lät sin minister i Polen ta kontakt med den ryssfientliga oppositionen där. Några konkreta resultat i form av allianser eller subsidiefördrag nåddes emellertid inte.
Våren 1788 samlades vid flottbasen Kronstadt utanför Sankt Petersburg 15 linjeskepp och 15 000 soldater. Katarina II hävdade att rustningarna var ämnade för kriget mot Turkiet. Gustav III var dock inte övertygad, utan fruktade att den ryska eskadern skulle slå till mot Sverige. I slutet av maj rapporterade det svenska sändebudet i Ryssland Johan Fredrik Nolcken, att ryssarna sammandragit stora truppstyrkor vid svenska gränsen. Gustav III och riksrådet beslutade då att en fullständig mobilisering armén och flottan var nödvändig. Den 21 maj utfärdades rustningssorder för skärgårdsflottan och finska armén. Samtidigt gjordes förberedelser för överskeppning av förstärkningar till Finland. De finska förbanden satte sig i rörelse i mitten av juni. Från Sverige skeppades trupper över och förlades till trakten av Helsingfors. Sammanlagt uppgick den svenska armén vid fientligheternas början till ungefär 25 000 man. Ryssarna förfogade bara över ca. 18 000 man. Den 6 juli utfärdade Gustav III ett manifest där han krävde att Ryssland skulle upphöra med sin inbladning i svensk politik, samt en återgång till 1720 års gränser. Katarina förkastade kraven och förklarade den 11 juli krig mot Sverige.

##### Örlogsflottans mobilisering och avfärd
Örlogsflottan erhöll sina mobiliseringsorder redan den 19 april. För Chapman och örlogsvarvet kom mobiliseringen olägligt, eftersom en stor del av varvets personal, inklusive huvuddelen av timmermännen, av ekonomiska skäl blivit uppsagda föregående jul. Personalbristen till trots fortlöpte örlogsflottans mobilisering effektivt, även om det förekom en del smärre brister i fartygens utrustning, varav den allvarligaste var att det saknades tillräckliga förråd av ammunition till de tunga 36-pundiga kanoner, som de nyaste linjeskeppen utrustats med.
Den svenska operationsplanen för ett krig mot Ryssland byggde på att snabbt erövra huvudstaden Sankt Petersburg. En svensk armé, stödd av den svenska skärgårdsflottan, skulle avancera längs Finska vikens norra kust, samtidigt som en andra armé landsattess av örlogsflottan vid Oranienbaum, för att därifrån inta Sankt Petersburg. För att krigsplanen skulle lyckas var svenskarna tvungna att antingen slå ut den ryska Östersjöflottan, eller hålla den instängd i dess baser i Reval och Kronstadt.
I början av juni var huvuddelen av örlogsflottan färdigutrustad. Segelklara på Karlskrona redd låg då 12 linjeskepp och tre tunga fregatter, samt ett antal mindre fartyg. Ytterligare tre linjeskepp och en fregatt befann sig under utrustning. Till överbefälhavare utsågs Gustav III:s yngre bror hertig Karl av Södermanland. Denne var redan som barn blivit utnämnd till storamiral, men saknade sjömilitär utbildning, varför det egentliga befälet fördes av den erfarne flaggkaptenen Otto Henrik Nordenskiöld, vilken tjänstgjort i de franska och brittiska flottorna. Den 5 juni hissade hertigen sitt befälstecken på flaggskeppen Konung Gustaf III. Efter exerciser och manövrar avgick eskadern på morgonen den 9 juni från Karlskrona, med Finska viken som mål.

Örlogsflottan avgår från Karlskrona under kanonsalut. Samtida akvarell av Johan Petter Cumelin. Sjöhistoriska museet.

Överfarten till Finland försenades något av dåligt väder. Den extra tiden till sjöss ägnades åt övning i exercis. Den 17 juni övades seglation i stridsformering i vattnen utanför Gotland. Därefter hölls en mönstring av hela eskadern. Den 21 juni observerades en rysk eskader om tre linjeskepp och fyra fregatter utanför Dagerort. Nordenskiöld rådde hertig Karl att gå till anfall, men han vägrade med hänvisning till att Sverige ännu inte förklarat Ryssland krig. De ryska fartygen fick således fortsätta sin färd, efter att först ha tvingats avge 15 skotts salut för den svenska flaggan. Efter några dagars ankring på Hangö redd med påfyllning av proviant och färskvatten, avgick flottan på kvällen den 6 juli mot Finska vikens inre del, efter att för rekognosering i förväg ha sänt en mindre eskader under befäl av överste Claes Adam Wachtmeister. Tre dagar senare anlöpte flottan till Helsingfors, där förstärkningar anlände från Karlskrona i form av tre linjeskepp och en tung fregatt, vilka tidigare konvojerat transportfartyg till Finland. Med tillskotten kunde flottan mönstra 15 linjeskepp samt fem tunga och fyra lätta fregatter.
På förmiddagen den 14 juli satte svenskarna åter segel. Under förflyttningen österut fick man successivt underrättelser om att den ryska flottan var rustad och segelfärdig. En avgörande drabbning tycktes nära förestående. Ombord på de svenska fartygen steg spänningen. Stridsmoralen bland besättningarna var hög. Gustaf af Klint, flaggadjutant på hertigens amiralsskepp, gav senare uttryck för stämningen i sina minnesanteckningar: "Vi hade en präktig flotta [...] Alla skeppen seglade och manövrerade väl, var rymliga och bekväma. Besättningarna var övade genom många föregående sjöexpeditioner med flottan. Allt gav oss hopp att kunna besegra fienden."

##### Slaget vid Hogland

Tuschteckning som visar olika episoder ur slaget vid Hogland. De två små vänstra bilderna visar hur den ryska flottan siktas och hur de båda flottorna formerar sig på slaglinje. Den stora bilden överst avbildar huvudstriden och de båda små bilderna till höger stridens avslutning samt hur linjeskeppen Vladislaff och Prins Gustaf erövras. Teckningen utfördes 1791 av löjtnanten vid Amiralitetet Aaron Strömstierna. Denne deltog själv i slaget som chef på jakten Snappupp. Sjöhistoriska museet.

Den 17 juli befann sig den svenska flottan vid grundet Kallbådan, väster om ön Hogland i mellersta Finska viken. Tidigt på morgonen siktades segel österifrån. Dessa tillhörde den ryska flottan som för förlig vind styrde ned mot den svenska. De båda styrkorna var tämligen jämnstarka, med 15 linjeskepp och tio fregatter på den svenska sidan mot 17 linjeskepp och sju fregatter på den ryska. Den svenska flottan förfogade allt som allt över 1 286 kanoner, medan den ryska hade 1 452, men svenskarna hade fler pjäser av grövre kaliber. För att uppväga underlägsenheten i antalet linjeskepp satte man på svensk sida in de fem tunga fregatterna i stridslinjen. Svenskarna laddade dessutom sina kanoner med "dubbelt skarpt", så att varje bredsida orsakade dubbelt så stor skada på målet. Den svenska flottan var uppdelad i tre divisioner. Längst fram seglade avantgardet under befäl av överste Claes Adam Wachtmeister, därefter huvudstyrkan under hertigen själv, och slutligen arriärgardet under överstelöjtnant Fredrik Linderstedt. Utanför stridslinjen seglade sex lätta fregatter samt en jakt. Kronprins Gustaf Adolf seglade som slutare, dvs. som sista skepp i kolonnen.
Den ryska flottan var grupperad på samma sätt som den svenska. Ryska flottans befälhavare, den brittiske amiralen Samuel Greig, ledde huvudstyrkan från det tredäckade 100-kanonsskeppet Rostislav. Avantgardet anfördes av konteramiral Martin van Dessen och arriärgardet av konteramiral Timofej Kosljaninov. Slaget inleddes klockan halv fyra på eftermiddagen. Harald af Cristiernin vittnade i sina minnesanteckningar hur striden påbörjades: "innan aktion börjades kallade jag hela besättningen på däck, befallde vår sak i guds händer, läste välsignelsen och började därpå elden med full frimodighet och förtröstan". Det ledande svenska linjeskeppet Hedvig Elisabet Charlotta under befäl av överstelöjtnant Carl Vilhelm Modée avlossade det första skottet. Därefter spred sig kampen längs hela linjen.
Den hårdaste artilleriduellen kom att utkämpas mellan avantgardena och huvudstyrkorna, medan det ryska arriärgardet höll sig på längre avstånd. Under dagens lopp avtog vinden allt mer i styrka och snart blev det nästan stiltje. Detta i samverkan med den häftiga rökutvecklingen, gjorde det svårt att hålla samman stridslinjerna. Hertigens flaggskepp Konung Gustaf III blev hårt ansatt av flera ryska linjeskepp, men betäcktes på ett skickligt sätt av de svenska fartygen Wasa, Äran och Fäderneslandet. De stridande flottorna hade nu, omkring klockan 8, kommit mycket nära den estniska kusten, och hertig Karl gav order om allmän vändning för att formera linje för styrbords halsar. Ryssarna växlade då anfallsmål till linjeskeppet Prins Gustaf, vars tackling blivit så skadad, att hon inte kunde hålla jämna steg med de övriga skeppen. Prins Gustaf omringades av fyra ryska linjeskepp, och tvingades stryka flagg efter flera timmars hårdnackat försvar.

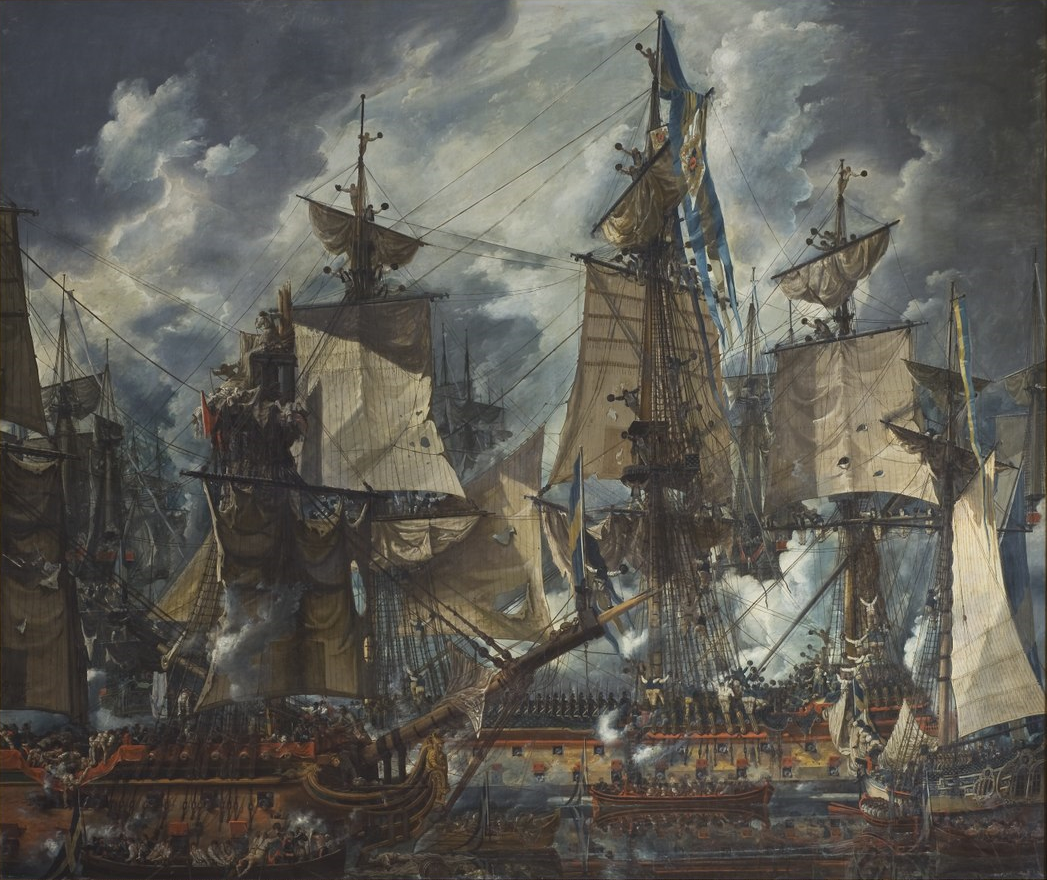
Det ryska linjeskeppet Vladislaff stryker flagg under slaget vid Hogland. Målning av Louis Jean Desprez. Sjöhistoriska museet.

Ett liknande öde drabbade det ryska 74-kanonsskeppet Vladislaff, under befäl av den norskättade brigadkaptenen Amandus Bergh. Under eftermiddagen drev skeppet med söndersjuten rigg in bland det svenska arriärgardet. Kronprins Gustaf Adolf lämnade då slaglinjen för att ta henne i besittning. "För att bemäktiga mig detta skepp”, skrev Cristiernin senare, "måste jag vända ur linjen och forcerade med bramsegel och stagsegel att coupera honom, som ock, gudi prisat, lyckades mig. Uthärdade under samma tid en svår eld från 2:ne ryska linjeskepp, som sekunderade honom." En äntringsstyrka ledd av kapten Ekenman bordade Vladislaff och avväpnade besättningen. Skeppet bogserades därefter bort från stridsområdet av två svenska fregatter.
Den ryska flottan förföljde den svenska i vändningen. Slaget fortsatte sedan i ytterligare två timmar på nordliga kurser under avtagande eldgivning. Efter sex timmars strid började det mörkna. Flottorna separerade för natten och mellan 10 och 11 på kvällen upphörde artilleribeskjutningen. Nästa morgon hade svenskarna möjlighet att förnya striden, men vinden var fortfarande dålig, vilket gjorde det omöjligt att bilda ny slaglinje. Dessutom signalerade flera svenska fartyg att ammunitionen var på väg att ta slut. Då flottan inte kunde utnyttja sina framgångar från dagen innan, gav hertig Karl order att man skulle avbryta slaget och vända tillbaka mot Sveaborg.

##### Slagets efterspel
Den illa sönderskjutna ryska flottan låg kvar på stridsplatsen hela dagen efter slaget. Åtta linjeskepp var svårt skadade, varav fyra så allvarligt att de måste bli bortbogserade. Personalförlusterna uppgick i runda tal till 2 000 man, lätt sårade oräknade. Den svenska flottan var efter slaget i mycket bättre skick än den ryska. Detta framgår dels av att man låg under segel nästan ett helt dygn efter striden. På nio av linjeskeppen, dvs. ungefär två tredjedelar av slagstyrkan, var skadorna på skrov och master ganska obetydliga. De övriga sex linjeskeppen var mer sönderskjutna. Skadorna var dock inte värre än att fartygen kunde manövreras. Förlusterna i manskap var också väsentligt mindre än på rysk sida, och stannade vid ca. 1 000 döda, sårade och tillfångatagna, alltså strax över hälften av den ryska förlusten.  Besättningen på Kronprins Gustaf Adolf hade trots den långvariga striden klarat sig förhållandevis bra. Endast en man, högbåtsmannen Sune Norlin, hade stupat. Vid styrkan från Älvsborgs regemente tilldelades kapten Le Belle och fänrik Georg Fleetwood Svärdsorden för visad tapperhet. Den sistnämnde sårades så illa i ena benet att det måste amputeras. Skeppet tillfogades en del skador men ingen av dem var allvarlig. Redan några dagar efter striden kunde Cristiernin rapportera att hans fartyg åter var klart att gå till sjöss och fullt stridsberett.

Taktiskt kan slaget vid Hogland betraktas som en begränsad svensk seger. Strategiskt vann dock ryssarna en avgörande framgång. Svenskarna misslyckades att få sjöherravälde i Finska viken, vilket betydde den planerade landstigningen vid Sankt Petersburg fick ställas in. I efterhand tillskrev sig båda sidor segern. Trots det strategiska misslyckandet var Gustav III nöjd med flottans insats. I samband med att två svenska fartygschefer som stupat under slaget begravdes i Åbo domkyrka, befordrade kungen samtliga officerare som deltagit i striden med en grad. Samtidigt lät han instifta en ny värdighet av Svärdsorden, Riddare med stora korset av Svärdsorden. Även hertig Karl var belåten med fartygens och besättningarnas prestation. I synnerhet berömde han Kronprins Gustaf Adolf och Harald af Cristiernin:
| ”                                                                                           | Då Översten och Riddaren av Kgl. Svärdsorden Harald af Cristiernin, som kommenderade 64-kanonskeppet Gustaf Adolf med 550 mans besättning uti aktionen av den 17 i denna månad mellan de svenska och ryska flottorna, icke allenast genom den mest utmärkta mandom och tapperhet, lika med de övriga skeppscheferna gemensamt bidragit till detta sjöslags lyckliga och för oss alla hedrande utgång, utan även genom den oförfärade och kunniga manöver, varmed han förstod att nyttja ett yppat tillfälle att coupera ryska 74-kanonskeppet Vladislaff med 783 mans besättning, gjorde sig mästare därav; så är det mig ett synnerligt nöje att härmed särskilt, utom den till Kungl. Maj:t i underdånighet avgivna rapport, lämna honom detta välförtjänta vedermäle av min uppriktiga erkänsla. | „ |
| – Örlogsskeppet Konung Gustaf III till ankars på Mjölö redd utom Sveaborg den 21 juli 1788, | |   |

### Förlisningen
När svenska flottan återkommit till Sveaborg inleddes ett intensivt arbete med att återställa de skadade skeppen till stridbart skick. Den 24 juli avdelades en mindre eskader, bestående av Kronprins Gustaf Adolf, två andra linjeskepp och fregatterna Thettis och Jarramas, under överste Hans Fahlstedts befäl att rekognosera i Finska viken, och hålla uppsikt över ryska flottan. Till följd av ogynnsamma vindar kunde eskadern inte gå till sjöss förrän den 29 juli, efter att man fått varpa ut skeppen. Tisdagen den 5 augusti kryssade svenskarna söder om Sveaborgs bastioner. Vädret var till en början jämt och soligt, men på eftermiddagen uppstod en tät tjocka och order gavs att ankra, vilket skedde vid ön Mjölö, cirka en och en halv mil från fästningen. Vad svenskarna inte visste var dock att ett flertal ryska linjeskepp och fregatter närmade sig deras position i skydd av dimman.

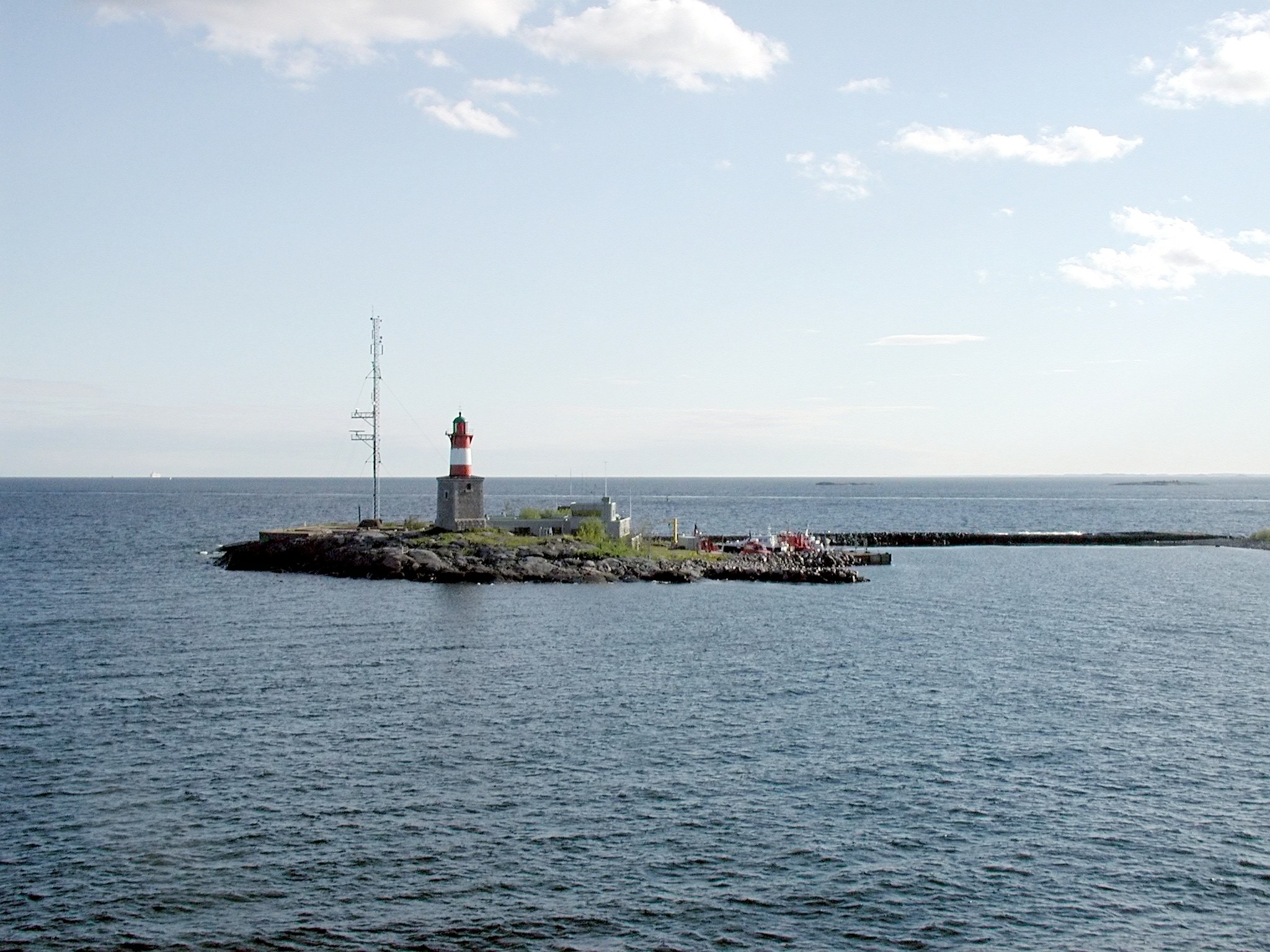
Gråhara fyr och lotsstation i april 2006.

Då Fahlstedt följande dag blev medveten om ryssarnas närvaro gav han signal till eskadern att skyndsamt sätta segel mot Sveaborg, för att söka skydd under fästningens kanoner. Kronprins Gustaf Adolf lyckades framgångsrikt kapa sin ankartross, men gick i höjd med inloppet till fästningen på ett tidigare okänt grund. Den kraftiga stöten gjorde att storstången föll överbord, samtidigt som en läcka revs upp i skrovet, så att skeppets krutförråd började vattenfyllas. Utan möjlighet att undkomma eller försvara sig beordrade Cristiernin efter en kort strid att fartyget skulle stryka flagg. Efter kapitulationen fördes Cristiernin och andra ur det högre befälet som krigsfångar över till amiral Greigs flaggskepp, där de bjöds på middag av den ryske amiralen.
Under tiden gjorde ryssarna misslyckade försök att dra loss det svenska linjeskeppet från grundet. När ryssarna inte kunde få Kronprins Gustaf Adolf flott, nöjde de sig med att forsla bort kanonerna och andra lösa föremål från fartyget. Löjtnanten vid Sprengtportens regemente Gustaf Harald Wahlbolm återgav plundringen i sin dagbok: "[fienden] rövade och stal överallt i skeppet, intet stort aktandes vad ryska officerarna befallde. Då jag kom upp på skeppet igen, fann jag varken mina saker eller mina kamrater. Det enda jag fann uti min hytt var min stålvärja, som de strövande ryssarna ännu ej hunnit uppsöka och borttaga." Senare samma dag tände ryssarna eld på Kronprins Gustaf Adolf, som efter en stund exploderade och sjönk. Förlisningen bevittnades också av Wahlbom: "[ryssarna tände] eld på skeppet med en svaveltråd och löpareld. I ett moment var hela aktersta delen av skeppet i ljusan låga. Kanonerna som alla var laddade med kulor sköt av sig själva under elden och förorsakade ett vackert men bedrövligt fyrverkeri. Elden varade till kl. emot 7, då sista krutdurken sprang."

## Befälhavare
- Otto Henrik Nordenskiöld (1787).
- Harald af Cristiernin (1788).[70]